# ジダン頭突き事件

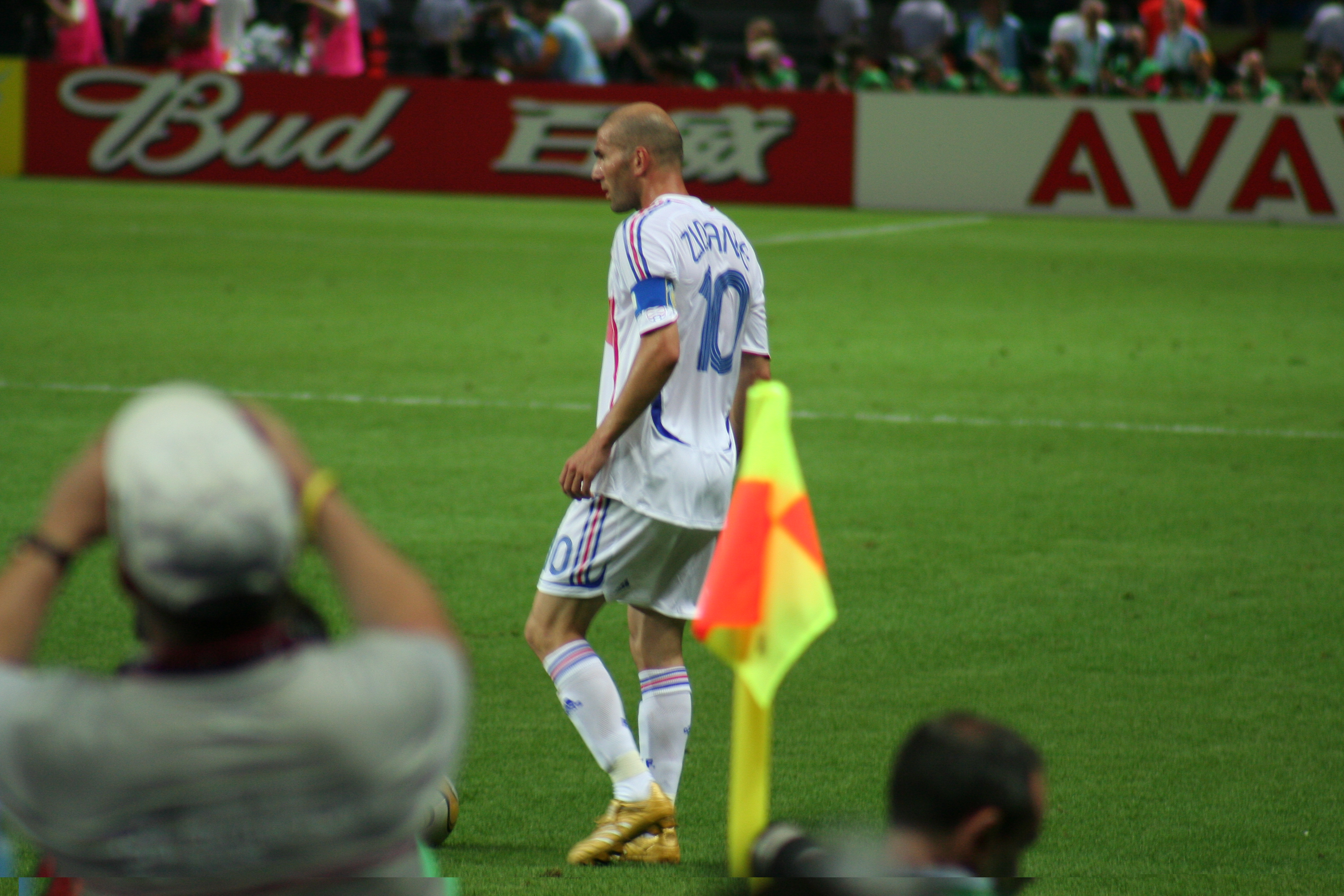
2006 FIFAワールドカップ決勝のピッチに立つジダン.

ジダン頭突き事件（ジダンずつきじけん）では、2006年7月9日にベルリン・オリンピアシュタディオンで行われた2006 FIFAワールドカップの決勝戦（イタリア代表対フランス代表）において、フランス代表のジネディーヌ・ジダンがイタリア代表のマルコ・マテラッツィへの頭突きにより退場になったことに関する説明をする。

## 経緯

### ジダンとマテラッツィ
フランス代表の司令塔であるジダンは、開幕前にこの大会を最後にサッカー選手として現役引退することを表明していたが、グループリーグではトーゴ戦で出場停止になるなど不調に陥っていた。しかし、決勝トーナメントでは強豪のスペインからロスタイムで得点を挙げると、続く準々決勝では優勝の大本命といわれたブラジルに対して、ティエリ・アンリのゴールをアシストするなど、試合を重ねるにつれ復調していった。準決勝のポルトガル代表戦では33分にゴールをあげ、自身にとっても、またチームにとっても2大会ぶり2度目となる優勝まであと一歩まで迫ることとなった。
一方、イタリアのマテラッツィは控えのセンターバックだったが、グループリーグチェコ戦で負傷したアレッサンドロ・ネスタに替わって途中出場すると決勝点を挙げた。以後、最終ラインのレギュラーに定着し、決勝進出までイタリアの堅守を支えた。

### 決勝戦
イタリアとフランスの顔合わせとなった決勝戦は、同時にジダンにとって現役最後の試合となった。
試合開始間もない7分、アンリのパスで抜け出したマルーダをマテラッツィがペナルティエリア内で倒し、フランスにペナルティーキックが与えられた。キッカーを任せられたジダンは、冷静なチップキックを決めて先制点を奪った。イタリアの失点は、グループリーグ対アメリカ戦のオウンゴール以来だった。対するイタリアは19分のコーナーキックでマテラッツィがヘディングを決め、すぐさま同点に追いついた。その後は両チームとも堅い守備でゴールを許さず、試合は膠着状態のまま延長戦にもつれこんだ。
延長後半5分、イタリアゴール前でのプレーでマテラッツィがジダンをマークした。その際、背後からシャツを掴んだマテラッツィに対して、ジダンが何事か声をかけた。ボールがクリアされ、自陣に戻ろうとするジダンに対して、今度はマテラッツィが何事か声をかけた。ジダンは向き直るとマテラッツィに近付き、無言のまま突然胸元へ頭突きを見舞った。マテラッツィは苦痛の表情でピッチに倒れこみ、試合は一時中断された。イタリア選手のアピールを受けて主審は状況を確認し、ジダンにレッドカード（退場処分）を宣告した。
試合は騒然とした雰囲気のまま続いたが延長戦でも決着がつかず、イタリアがPK戦を制して6大会ぶり4度目のワールドカップ優勝を果たした。

## 原因
ワールドカップ決勝という大舞台で起きた名選手の不祥事は世界各国で報じられ、ジダンが暴力に至った理由について様々な推察が行われた。一連の絡みはテレビカメラに捉えられていたが、どのような言葉が交わされたのかは両者のみが知るところであり、読唇術の専門家に分析を依頼するマスコミもあった。アルジェリア移民2世であるジダン自身への人種差別によるものや、ジダンの家族を侮辱したことが原因であるとも言われた。
当初、ジダン本人は発言を控え、ジダンの代理人がマテラッツィの「非常に深刻な発言」が原因と述べた。
決勝から2日後の7月11日、マテラッツィはイタリアのスポーツ紙「ガゼッタ・デロ・スポルト」のインタビューでジダンを侮辱したことを認めたが、内容については「よく使われる罵り言葉を発しただけ」と述べ、人種差別やジダンの母親への侮辱を否定した。さらに、マテラッツィは、先にジダンが侮辱発言をしたとも語り、そもそも事の始まりは、マテラッツィの激しいマーク（ユニフォームを掴む行為）に対して、ジダンが「ユニフォームが欲しいのなら、試合後にくれてやるよ」と先に言ったことにあると弁明した。
翌7月12日、ジダンはフランスのテレビ局「カナル・プリュス」のインタビューを受け、「あの試合を見ていたすべての子どもたちに謝りたい」と話した。ユニフォームの件については「ユニフォームの交換は試合が終わってからにしようじゃないか」と言ったと認めた。マテラッツィの侮辱について明言は避けたが、「私の大切な女性たち、母と姉に対する、深く傷つける侮蔑の言葉」を2度、3度に渡って言い続けたため、我慢ができなくなってあの行為に及んだのだ、と説明した。また、「自分がしたことに対して後悔はない」と述べ、「人をそうさせた人間（マテラッツィ）も相当な責任は負うべきだと思う」とマテラッツィへの処罰も求めた。
ジダンは8年前のフランス大会グループリーグ対サウジアラビア戦で相手選手を踏みつけて一発退場になったほか、クラブチームでも試合中突如激昂して暴力を振るうことがあった。そのため、結局ジダンがマテラッツィとの挑発合戦に負け、激昂してこの暴挙に及んだだけというのが、ヨーロッパ社会の支配的な認識であった。
1年後の2007年8月18日には、テレビ番組のインタビューにおいてマテラッツィ本人から問題の発言が「Preferisco la puttana di tua sorella.」であると明らかにされた。「お前の姉貴より娼婦（puttana）のほうがましだ。」という発言であるが、イタリア語のputtanaは英語のbitchに相当し、解釈次第で悪意ある重大な差別発言にもなり得る単語である。
2009年10月12日、ジダンは元チームメイトのビセンテ・リザラズが担当するラジオ番組に出演し、3年前の状況について「多くの人にはわけがわからなかっただろうが、感情が高ぶりすぎたせい」「この言葉が適切かどうかわからないが、何かに取り憑かれていた」と説明した。しかし「あれは挑発で、それがひどい行為だということは忘れてほしくない」とも語っている。
2020年5月、マテラッツィが頭突き事件の中で何を発言したかを自身のインスタグラムでのライブで振り返り、ジダンに「俺のユニフォームを後であげるから」と言われたのに対し「ユニフォームよりお前の姉ちゃんが欲しいな」との発言をしたと振り返っている。

## その後の顛末
この試合で退場処分となったジダンであったが、記者による投票でMVPにあたるアディダスゴールデンボール賞を受賞することになった。これは、投票が決勝戦前から受け付けられていたのもひとつの要因であった。しかしながら、言葉による挑発に対して頭突きで反撃するという行為は許されないものであったため、FIFAのブラッター会長から授賞を再考する可能性を示唆する発言があった。FIFAによる事情聴取の後、ジダンには出場停止3試合（当該の試合をもって引退したジダンの申し出により、3日間の社会奉仕活動に変更）と罰金7,500スイス・フラン（2006年7月当時の為替レートで約71万2500円）、マテラッツィに同2試合と5,000スイス・フラン（約47万5000円）が科された。しかし、人種差別発言は両者とも否定したため、問題から外された。
その後、マテラッツィが真相を語り、「姉の存在等のことは何も知らなかった」「この問題に巻き込んでしまったジダンのお姉さんに謝りたい」と答えている。この頭突きのペナルティとしてのMVP剥奪の可能性に対して、マテラッツィは「彼は偉大なサッカー選手であり、尊敬している。今回のMVPもそれに値するプレイをしていると思うので、MVP剥奪は好ましくない」とインタビューにて語っている。また、自身の自宅にジダンを招待し、その席で和解を求める構えでいるとも伝えられた。さらに、FIFAのブラッター会長も2人の和解を希望、南アフリカのロベン島（同国のアパルトヘイト政策で政治犯が収容された地）で2人を再会させるという構想を持っていると報道された。
しかし、その反面、マテラッツィは「既に謝罪した」「ジダンの謝罪も待っている」とも語っている。
マテラッツィはこの頭突き事件を茶化したジョーク本を出版した（収益金はユニセフに寄付される）。ジダンはこれに対して不快感を示し、「本を受け取る気はない」と回答した。
その後、2010年11月4日にスペインのマルカが両者が和解したと報じた。3日にミラノで行われたUEFAチャンピオンズリーグのACミラン対レアル・マドリードの1戦のためにミラノを訪れたジダンは、前シーズンまでインテルを率いていたジョゼ・モウリーニョを訪問したマテラッツィを含むインテルの選手数人に偶然遭遇。ジダンとマテラッツィは会話をし、抱擁を交わしたとされた。翌日にはマテラッツィの「抱擁など確実にしていない」という和解を否定する発言が報じられたが、握手をし、会話を交わすなど、友好的なやりとりがあったことは認めた。
2016年、レアルの監督として臨んだチャンピオンズリーグファイナルではミラノでの開催ということで、マテラッツィが観戦したが、マテラッツィはジダン監督率いるレアルを応援していた。

## この事件についての議論
当初、一部メディアが頭突きの原因はマテラッツィの差別発言によるものと報道したため、サッカー界にはびこる人種差別主義に対しての議論が盛んに行われたが、ジダン本人、マテラッツィ本人、及びジダンに発言の内容を聞いたフランス代表のリリアン・テュラムらが差別発言については否定したため、議論は侮辱発言そのものの是非についてに移行していた。
また、この判定は主審や副審ではなく第4の審判からの指摘により下されたが、その際に一部マスメディアからビデオ判定によるものとの報道をされたため、その真意も含めて判定自体に問題があるのではないかと言われている。その後、主審のオラシオ・エリソンドは、自分では直接見ておらず、副審の手助けがなければ判定を下せなかったことを認めた。

## 備考
- インターネット上では、ジダンの頭突きが題材となった不謹慎ゲームが多数作られ、話題となった[14]。
- 中国人がジダンの頭突きシーンを用いたシルエットを商標登録し、話題となった[20]。
- フランスではジダンの頭突きをネタにした楽曲『Coup de Boule』（歌：La Plage、邦題：『頭突きdeジダンだ!?-ヘッド・バッド・ダンス』）が発表され、フランス国内のダウンロードチャートで1位を獲得するなど話題となった[14]。フランス人が作成したと言われており、歌詞の内容はジダンの頭突きを擁護するものであった。
- イタリア代表MFガットゥーゾは、大会後「（あの頭突きがなければ）W杯決勝の試合後に、ジダンのためにピッチ上で引退セレモニーを計画していた」と明かした。
- 2012年9月、パリのポンピドゥー・センターの前にジダンの頭突きの瞬間を再現した高さ5mの銅像が展示された[21]。アルジェリアの芸術家であるアデル・アブデスメッドの作品で、題名は『頭突き』。